# Pierina Morosini
Pierina Morosini (née à Fiobbio di Albino (Bergame) en Italie le 7 janvier 1931 - morte le 4 avril 1957) est une vierge martyre catholique, vénérée comme bienheureuse.

## Biographie
Issue d’une famille pieuse et pauvre, soutien de famille avec sa paye d’ouvrière, elle ne peut réaliser son désir d’être religieuse, mais ayant découvert qu’elle « peut devenir une sainte sans devoir entrer au couvent », elle prend activement part à la vie paroissiale et à l’Action catholique. Pierina est comme beaucoup de jeunes femmes de Fiobbio, ouvrière à la filature d'Albino. Elle ne quitte son village qu'une fois, pour assister à la béatification de Maria Goretti au Vatican en 1947. Elle la prend pour modèle et meurt comme elle dix ans plus tard, en 1957, en pardonnant à son agresseur.

### Le meurtre
Le 4 avril 1957, des jeunes gens  provoquent un certain Julien Schena, chômeur de vingt ans, connu des gendarmes. Ils lui disent en voyant passer Pierina : « On te donnera 5 000 lires si tu réussis à l’avoir. » À plusieurs reprises, il se poste sur son chemin et lui fait des avances qu’elle repousse fermement. Excédé, il finit un jour par la saisir par le bras. Elle se débat, mais il la jette à terre. Pierina saisit une pierre pour se défendre ; c’est lui qui s’en empare et la tue avec.

## La béatification
Son procès en béatification est clos en 1976 par l'évêque Clemente Gaddi (it).
Le pape Jean-Paul II la déclare bienheureuse  le 4 octobre 1987. A l'instar de son modèle Maria Goretti mais aussi de Karolina Kozka , on la dit « martyre de la chasteté »  ou martyre de la pureté et on la fête le 6 avril.

## Mémoire

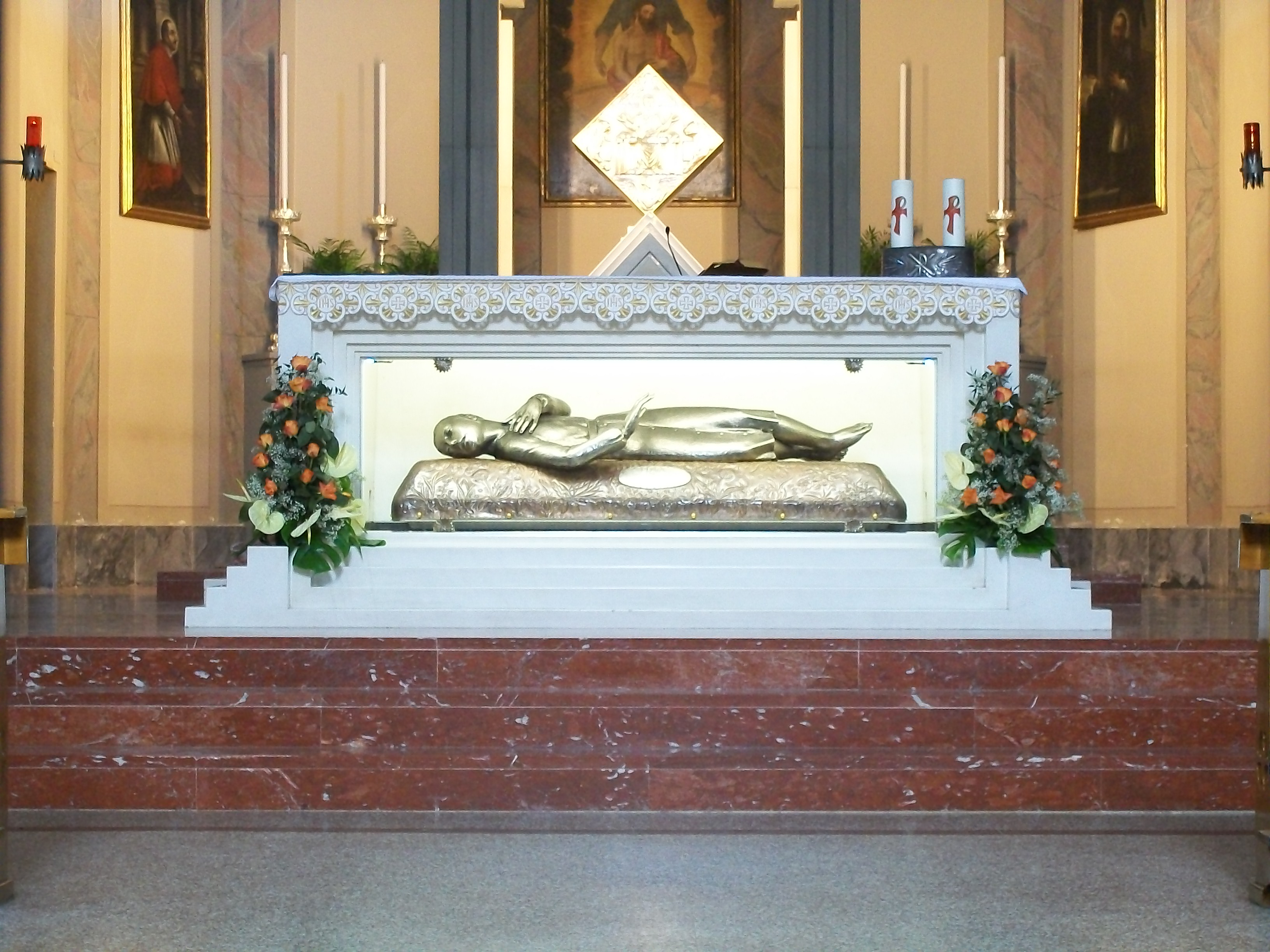
Relique de Pierina devant le maître-autel de l'église paroissiale de Fiobbio.

À l'occasion du 50e anniversaire de la mort de la bienheureuse Pierina et du 20e anniversaire de sa béatification, un musée a été conçu et inauguré en 2007. Il est situé au rez-de-chaussée de la maison paroissiale de Fiobbio. 
Dans l'église qui se trouve à côté du musée, a été déposée sa relique à côté d'autres de saint Alexandre, patron de Bergame et de Padre Pio. Elle repose dans une tombe argentée recouverte d'une sculpture.